# Maggio di Accettura

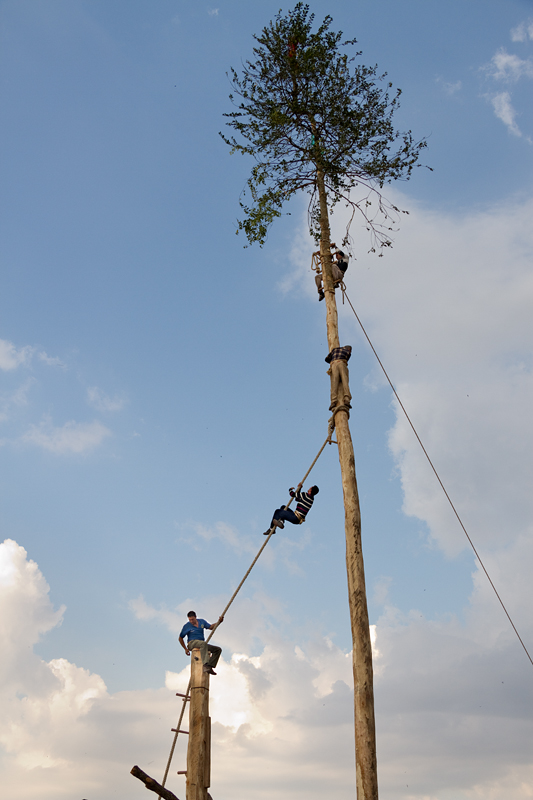
Levantando el árbol.

La Fiesta de San Julián, también conocida bajo sus nombres italianos Maggio di Accettura y Maggio di San Giuliano, o simplemente Maggio, es una fiesta anual celebrada alrededor de Pentecostés por la gente de Accettura, un pueblo de Basilicata, Italia.
El festival abarca un ciclo ritual marcado por extensos preparativos y varios eventos paralelos, como procesiones con figuras del santo patrón del pueblo, San Julián, así como pinturas de San Juan y San Pablo. La fiesta alcanza su punto máximo con el levantamiento de un gran roble en la plaza del pueblo. Este evento cuenta con una amplia participación de la población del pueblo y atrae a visitantes de más allá de sus fronteras.
La fiesta, descrita como «uno de los ritos arbóreos más importantes de Italia», combina costumbres agrícolas paganas con elementos católicos y puede tener orígenes lombardos.

## Terminología
La fiesta, que tiene lugar alrededor de Pentecostés, se conoce como «Maggio», término que denota «mayo», pero también se refiere al árbol que se levanta en el pueblo. El Maggio está unido a un acebo frondoso conocido como cima.
El término «matrimonio de árboles», utilizado ocasionalmente para describir la unión de la cima y el maggio, parece tener su origen en una actividad de laeducación primaria en 1961, y hay evidencia limitada de su asociación con los participantes del festival 

## Línea de tiempo
El jueves de la Ascensión se talan varios robles, incluidos el maggio y los postes de los tornos. Estos árboles, procedentes del cercano bosque Gallipoli Cognato, se eligen bajo la supervisión de funcionarios forestales, madereros y miembros del comité del festival.

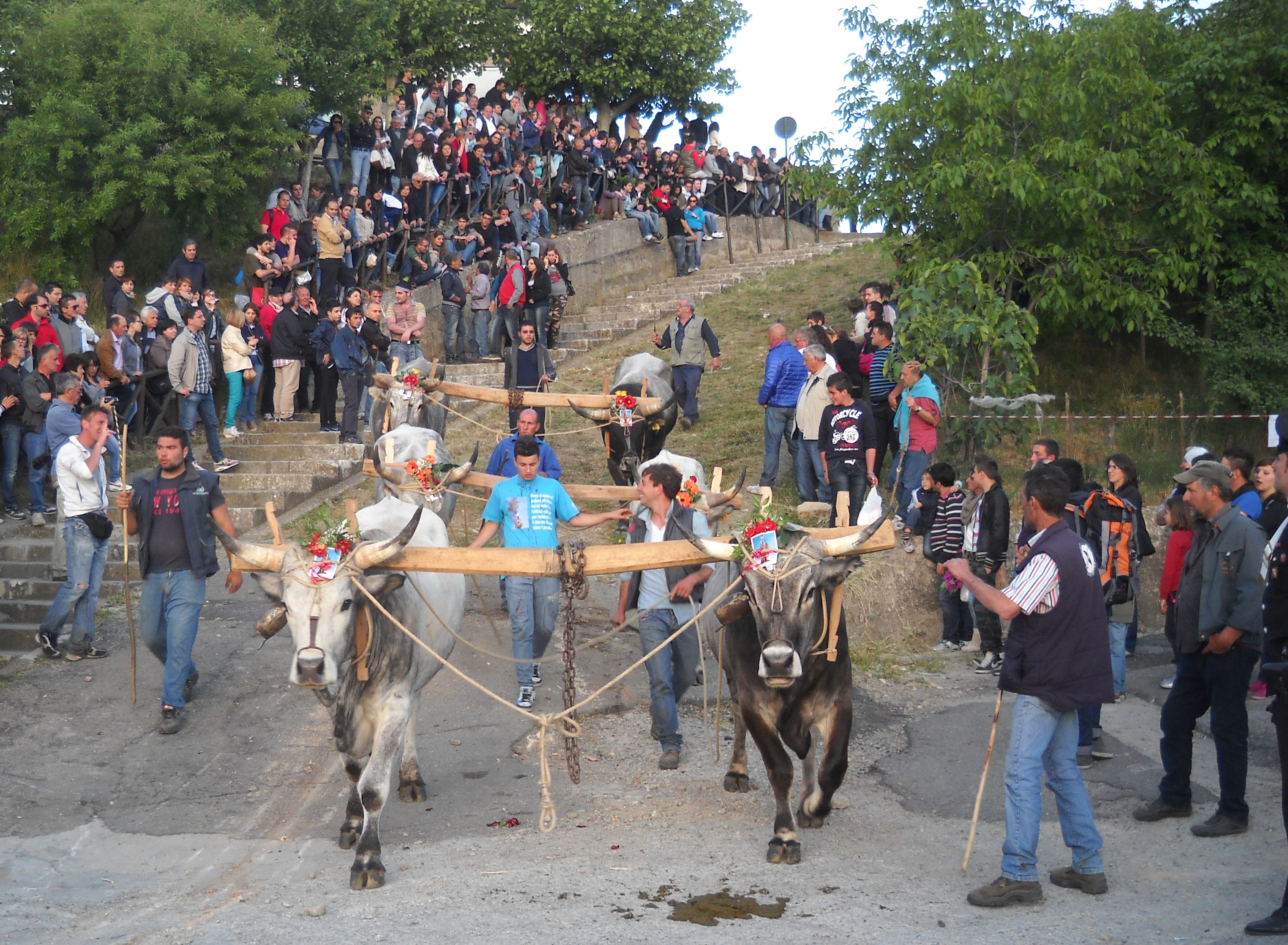
Maggio di Accettura, 2013.

El sábado de Pentecostés, el festival comienza cuando los bueyes arrastran los robles, incluido el maggio y los postes para los cabrestantes, hacia el pueblo.

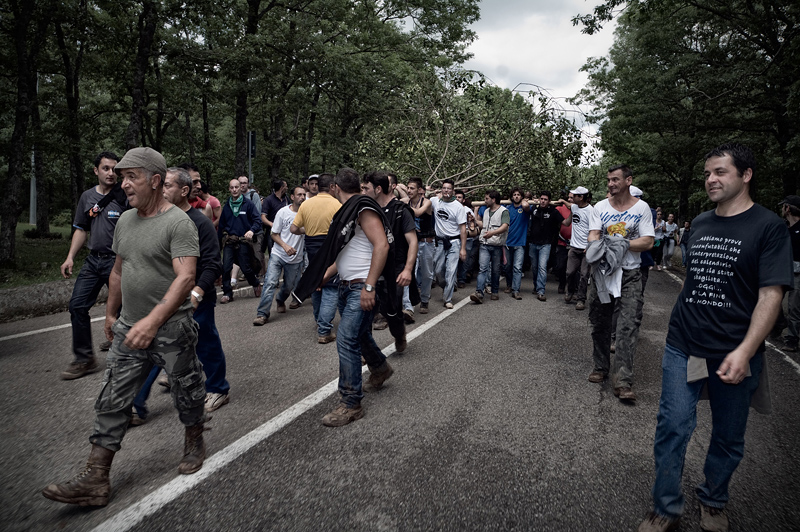
La cima transportada al pueblo.

Al día siguiente, domingo de Pentecostés, se tala una cima de acebo en un bosque en el extremo opuesto del territorio de Accettura, coincidiendo con una misa celebrada por el párroco de cada grupo. La cima es transportada hasta el pueblo por jóvenes que la cargan a hombros durante horas. Al caer la tarde, las encinas y los acebos llegan al pueblo en medio de un ambiente festivo lleno de comida, vino, música y cantos.
El lunes comienza con una procesión con la pintura de San Juan y San Pablo, mientras que gran parte del día se dedica a preparar la plaza para el levantamiento del maggio al día siguiente. Esta tarea no es poca cosa, dado el peso del árbol, que requiere el uso de grandes cabrestantes. El lunes por la tarde habrá una procesión con una pequeña estatua de San Julián.

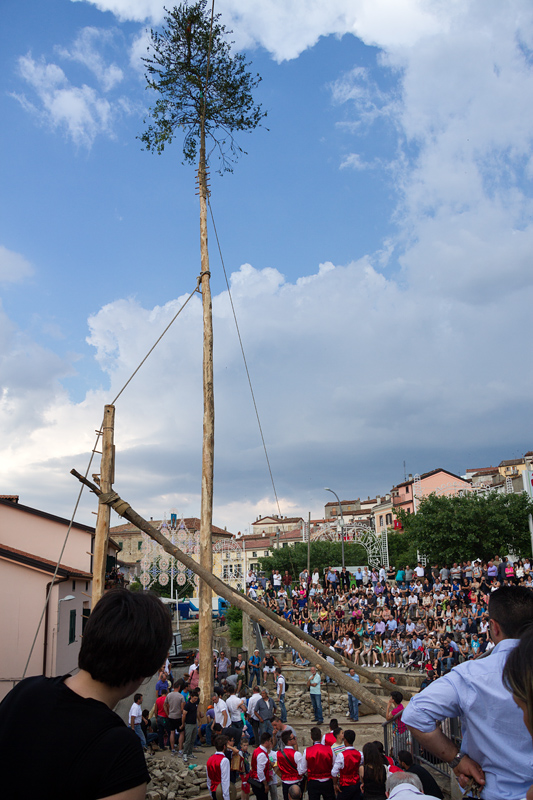
La cima y el maggio unidos se elevan en el aire.

A esto le sigue el martes por la mañana, cuando la cima y el maggio se unen en el suelo con la ayuda de grandes tacos de madera. Etiquetas de metal, que alguna vez portaron ofrendas como queso, carne curada y animales vivos, están adheridas a las ramas. Después de una misa, se hace desfilar una estatua más grande de San Julián, deteniéndose en la plaza principal donde se eleva el maggio, que a menudo supera los 35 metros de altura. Las mujeres participan bailando mientras balancean velas votivas sobre sus cabezas, mientras que por la noche, los jóvenes muestran sus habilidades acrobáticas trepando al árbol. Anteriormente, los hombres disparaban a las etiquetas con escopetas, lo que se sumaba al clímax del festival, que también incluye un concierto y un espectáculo de fuegos artificiales.
El maggio permanece en la plaza hasta el domingo de Corpus Domini, cuando es subastado públicamente y desmantelado, marcando la conclusión de las festividades.

## Análisis
Se dice que la fiesta tiene orígenes paganos. Los expertos históricos sugieren que el primer ejemplo documentado de esta tradición se remonta a los lombardos, un pueblo germánico que se estableció en la región durante el siglo VII.
A finales del siglo XVIII, la tradición sufrió una transformación con la infusión de significado religioso. Este cambio introdujo la veneración de San Giuliano, el santo patrón católico del pueblo, cuya estatua desfila ceremonialmente por las calles durante el evento.